# Earth and Beyond
 (avril 2019).
Si vous disposez d'ouvrages ou d'articles de référence ou si vous connaissez des sites web de qualité traitant du thème abordé ici, merci de compléter l'article en donnant les références utiles à sa vérifiabilité et en les liant à la section « Notes et références ».
Earth and Beyond est un jeu vidéo sorti en 2002 et fonctionne sur Windows. Le jeu a été développé par Westwood Studios puis édité par Electronic Arts. Il fut fermé le 22 septembre 2004.

## Accueil
- Gamespot : 6,9/10[2]
- IGN : 8,8/10[3]